# Robert Cramer
Pour les articles homonymes, voir Cramer.
Pour l’article ayant un titre homophone, voir Robert Kramer.
 (avril 2021).
Si vous disposez d'ouvrages ou d'articles de référence ou si vous connaissez des sites web de qualité traitant du thème abordé ici, merci de compléter l'article en donnant les références utiles à sa vérifiabilité et en les liant à la section « Notes et références ».
Robert Cramer, de son nom complet Robert Christian Cramer, né le 7 février 1954 à Amsterdam (originaire de Zurich), est une personnalité politique suisse, membre des Verts. 
Il est conseiller d'État du canton de Genève de 1997 à 2009, président du Conseil d'État en 2004 et député du canton de Genève au Conseil des États de 2007 à 2019.

## Biographie
Originaire de Zurich, Robert Cramer naît le 7 février 1954 à Amsterdam. 
Licencié en droit de l'Université de Genève et titulaire du brevet d'avocat, il devient en 1985 associé dans l'étude d'avocats Cramer et de Preux. En 1996, il devient président suppléant de la Chambre d'appel des prud'hommes.
Depuis 2010, il a repris l'exercice du barreau au sein de l'étude Cramer-Salamian.
Il est président du Conseil d'administration des SIG.

### Parcours politique
Membre du Parti écologiste genevois depuis 1985, il est élu la même année député au Grand Conseil et y siège jusqu'en 1993. Président du Parti écologiste genevois de 1988 à 1990, il est élu au Conseil municipal, le législatif de la ville de Genève, en 1995.
Le 16 novembre 1997, il devient le premier conseiller d'État écologiste élu à Genève. Il prend la tête du département de l'intérieur, de l'agriculture, de l'environnement et de l’énergie de 1997 à 2005 (portefeuille des transports ajouté en 2001), puis du département du territoire de 2005 à 2009. Il préside le Conseil d'État de 2003 à 2004 et le Conseil du Léman en 2006 et 2007.
Le 21 octobre 2007, il est élu au premier tour au Conseil des États, aux côtés de la socialiste Liliane Maury-Pasquier. Il devient ainsi le premier écologiste de l'histoire suisse à siéger dans la Chambre haute du parlement fédéral. Il est réélu aux côtés de Liliane Maury-Pasquier au premier tour le 23 octobre 2011 et au deuxième tour le 8 novembre 2015. Il siège au sein de la Commission de gestion (CdG) jusqu'au 4 décembre 2011, de la Commission de l'environnement, de l'aménagement du territoire et de l'énergie (CEATE) et de la Commission des institutions politiques (CIP), qu'il préside du 15 décembre 2011 au 24 novembre 2013 et du 27 novembre 2017 au 1er décembre 2019. 
Le 21 avril 2012, à l'occasion du renouvellement de l'équipe dirigeante, il est élu à l'un des quatre postes de vice-président du Parti écologiste suisse.
En janvier 2023, le Conseil d'État nomme Robert Cramer et Sandrine Salerno provisoirement conseillers administratifs de Meyrin en remplacement de deux conseillers administratifs à l'arrêt.

### Accomplissements au Conseil d'État genevois
Il développe une politique réconciliant agriculture et écologie, avec notamment l'interdiction du recours aux OGM. En matière de gestion de l'eau, il met en place un programme de renaturation des cours d'eau genevois, qui s'inscrit tant dans une perspective écologiste que dans celle de la sécurité face aux crues.
Il lance le projet d'agglomération franco-valdo-genevoise (Grand Genève) afin de concevoir l'aménagement au-delà des frontières du canton, en incluant la France voisine et le canton de Vaud. 
En matière de mobilité, il met en place une politique de développement des transports publics, notamment du réseau des tramways. Il conçoit également celle-ci à l'échelle de l'agglomération, à l'instar du projet CEVA qui avance sous son mandat.
En matière d'énergie, il contribue à l'élaboration de la nouvelle loi sur l'énergie, acceptée par le peuple genevois le 7 mars 2010, qui impose notamment la mise en place de panneaux solaires[Lequel ?] sur les nouveaux bâtiments.